# Lenox (Nueva York)
Lenox es un pueblo ubicado en el condado de Madison en el estado estadounidense de Nueva York. En el año 2000 tenía una población de 8,665 habitantes y una densidad poblacional de 12 personas por km².

## Geografía
Lenox se encuentra ubicado en las coordenadas 43°5′55″N 75°45′20″O / 43.09861, -75.75556.

## Demografía
Según la Oficina del Censo en 2000 los ingresos medios por hogar en la localidad eran de $ 38,491 y los ingresos medios por familia eran $46,458. Los hombres tenían unos ingresos medios de $34,602 frente a los $24,922 para las mujeres. La renta per cápita para la localidad era de $17,398. Alrededor del 10.6% de la población estaban por debajo del umbral de pobreza.